# Championnats du monde de tir sur cible mobile 2022
Navigation
Édition précédente Édition suivante
Les championnats du monde de tir aux plateaux 2022, treizième édition des championnats du monde de tir, ont lieu du 1er au 9 août 2022 au Centre national de tir sportif de Châteauroux, en France. Ces championnats devaient initialement se tenir du 20 au 30 septembre 2021 mais ont été reportés en raison de la Pandémie de Covid-19.
Deux épreuves sont au programme : le tir à 10 mètres (hommes et femmes) individuel et mixte (combiné épreuves rapide et lente), le tir à 50 mètres (hommes) individuel et mixte. Les épreuves par équipe sont exclusivement masculines.

## Podiums séniors

### Hommes
| Épreuve                             | Or                                                        | Or        | Argent                                                   | Argent    | Bronze                                                            | Bronze    |
| ----------------------------------- | --------------------------------------------------------- | --------- | -------------------------------------------------------- | --------- | ----------------------------------------------------------------- | --------- |
| Cible mobile 50 m                   | Ihor Kizyma                                               | 591       | Emil Martinsson                                          | 590       | József Sike                                                       | 589       |
| Cible mobile mixte 50 m             | Emil Martinsson                                           | 391 (+20) | Jesper Nyberg                                            | 391 (+18) | Ihor Kizyma                                                       | 390       |
| Cible mobile 10 m                   | Emil Martinsson                                           | NC        | Ihor Kizyma                                              | NC        | Łukasz Czapla                                                     | NC        |
| Cible mobile 10 m par équipes       | Suède- Emil Martinsson - Jesper Nyberg - Pontus Thuresson | 1682      | Hongrie- Jozsef Sike - Laszlo Boros - Tamas Tasi         | 1675      | Finlande- Krister Holmberg - Heikki Lahdekorpi - Niklas Hyvarinen | 1672      |
| Cible mobile mixte 10 m             | Ihor Kizyma                                               | 388       | Denys Babliuk                                            | 383 (+17) | Emil Martinsson                                                   | 383 (+16) |
| Cible mobile mixte 10 m par équipes | Suède- Emil Martinsson - Jesper Nyberg - Pontus Thuresson | 1138      | Corée du Sud- Jeong You-Jin - Ha Kwangchul - Cho Se-Jong | 1124      | Finlande- Krister Holmberg - Heikki Lahdekorpi - Niklas Hyvarinen | 1115      |

### Femmes
| Épreuve                 | Or                   | Or  | Argent              | Argent | Bronze            | Bronze |
| ----------------------- | -------------------- | --- | ------------------- | ------ | ----------------- | ------ |
| Cible mobile 10 m       | Viktoriya Rybovalova | NC  | Galina Avramenko    | NC     | Lilit Mkrtchian   | NC     |
| Cible mobile mixte 10 m | Galina Avramenko     | 372 | Nourma Try Indriani | 371    | Arusiak Grigorian | 367    |

## Tableau des médailles
- Pays organisateur (France)

| Rang | Nation       | Or | Argent | Bronze | Total |
| ---- | ------------ | -- | ------ | ------ | ----- |
| 1    | Ukraine      | 4  | 3      | 1      | 8     |
| 2    | Suède        | 4  | 2      | 1      | 7     |
| 3    | Hongrie      | 0  | 1      | 1      | 2     |
| 4    | Corée du Sud | 0  | 1      | 0      | 1     |
| 4    | Indonésie    | 0  | 1      | 0      | 1     |
| 6    | Arménie      | 0  | 0      | 2      | 2     |
| 6    | Finlande     | 0  | 0      | 2      | 2     |
| 8    | Pologne      | 0  | 0      | 1      | 1     |